# Sungai Bengkal Barat
Sungai Bengkal Barat is een bestuurslaag in het regentschap Tebo van de provincie Jambi, Indonesië. Sungai Bengkal Barat telt 1302 inwoners (volkstelling 2010).